# Sultana (Schiff, 1863)

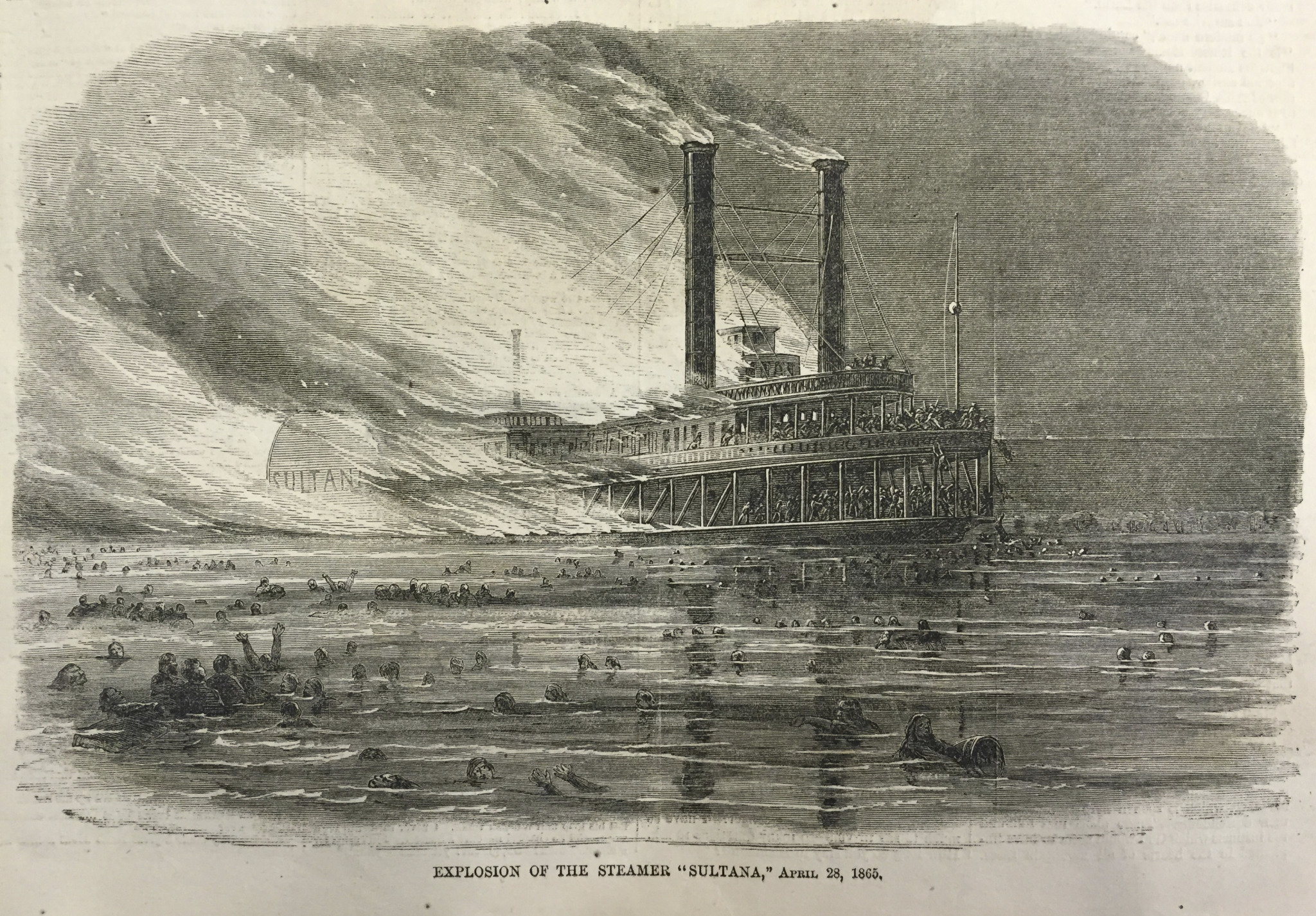
Die brennende Sultana, Stahlstich aus Harpers Magazine vom 20. Mai 1865

Die Sultana war ein Raddampfer, der im Sezessionskrieg als Truppentransporter eingesetzt wurde. Ihr Untergang am 27. April 1865 mit etwa 1700 Toten war die schwerste Schiffskatastrophe in der Geschichte der USA.

## Geschichte
Die Kapitulation der Konföderierten im April 1865 war das Ende des Amerikanischen Bürgerkrieges. Tausende befreite Kriegsgefangene, die in den Streitkräften der Union gedient hatten, saßen in den Südstaaten fest. Die meisten von ihnen waren so geschwächt, dass die offiziellen Stellen sie möglichst schnell in ihre Heimat zurückführen wollten. Man brachte sie nach Vicksburg, Mississippi, von wo sie mit Dampfschiffen auf dem Mississippi nach Norden in Richtung Cairo, Illinois, verschifft wurden.
Die 1863 in Cincinnati, Ohio, erbaute Sultana gehörte zu den zahlreichen Schiffen, die normalerweise Passagiere, Post und Güter zwischen New Orleans, Louisiana, und St. Louis, Missouri, beförderten und nun als Truppentransporter fungierten.

## Die Katastrophe
Am 26. April 1865 um 2.00 Uhr legte die Sultana mit etwa 85 Besatzungsmitgliedern, 70 Reisenden und ungefähr 2300 heimkehrenden Soldaten in Vicksburg ab. Eigentlich war sie nur für 356 Personen (Mannschaft und Passagiere) zugelassen, doch unter den gegebenen Umständen wurden die Vorschriften ignoriert. Stark überladen fuhr sie stromaufwärts und erreichte nach 17 Stunden, etwa um 19.00 Uhr, Memphis, Tennessee. Das Schiff besaß vier der damals neu entwickelten Großwasserraumkessel, welche spezielles Kesselspeisewasser benötigten, aber auf der Sultana vom schlammigen Flusswasser zugesetzt wurden, so dass sie in Vicksburg und Helena, Arkansas, gereinigt werden mussten. In Memphis bunkerte die Sultana Kohle und setzte ihre Reise stromaufwärts fort.
Am 27. April, um 2.40 Uhr, explodierte ein Dampfkessel der Sultana, 13 Kilometer flussaufwärts von Memphis. Scharfkantige glühende Stahlteile durchschlugen die mit schlafenden Soldaten überfüllten Decks. Innerhalb weniger Minuten explodierten zwei weitere Kessel, das angeschlagene Schiff samt Passagieren geriet in Brand, wodurch die darüber liegenden Decks einstürzten. Hunderte Menschen sprangen ins Wasser, wo einige von den umstürzenden Schornsteinen erschlagen wurden. Der Explosionslärm alarmierte andere Boote, die jedoch nicht helfen konnten. Aufgrund der vorherrschenden Panik ist bis heute nicht bekannt, um welche Uhrzeit die Sultana unterging, es muss jedoch bereits nach Sonnenaufgang gewesen sein. Genaue Berichte liegen nicht vor, doch kamen schätzungsweise 1700 Menschen um – etwa 200 Personen mehr als 47 Jahre später beim Untergang der Titanic. Heute existiert in Knoxville, Tennessee, ein Mahnmal zum Gedenken an die Todesopfer der Sultana.

„Wir berichteten bereits, daß 1400 aus der Gefangenschaft heimkehrende Unionssoldaten auf dem Mississippistrome elendiglich zu Grunde gegangen sind. Folgendes sind die näheren Einzelnheiten dieses schrecklichen Ereignisses: Der Dampfer ‚Sultana‘ war, von New-Orleans kommend, am 21. April in Vicksburg eingelaufen. Sein Kessel war schon dazumal schadhaft und wurde in Vicksburg (leider unvollkommen) geflickt. Nachdem dieses geschehen, nahm er 1996 Soldaten und 200 Offiziere, die vor Kurzem aus den Gefängnissen von Cahawba und Andersonville entlassen worden waren, an Bord, erreichte am 26. wohlbehalten Memphis, nahm Kohlen ein und setzte seine Fahrt fort. Aber ehe er noch 7 englische Meilen zurückgelegt hatte, sprang der Kessel, und wenige Minuten später stand das Schiff in vollen Flammen. Es brannte bis auf den Spiegel ab. Von den 2106 an Bord befindlichen Personen kamen nur 203 ohne erhebliche Verletzungen davon, 500 liegen im Hospital von Memphis, die übrigen mitsammt dem Kapitän sind als verloren zu betrachten, doch wurden noch bei Abgang der Post einzelne Schwerverletzte aus dem Strome aufgefischt.“

## Spekulation über Sabotage
Bereits kurz nach dem Untergang gab es Spekulationen über Sabotage als mögliche Unglücksursache. Im Brennstoffvorrat seien „Höllenmaschinen“ (als Steinkohlenklumpen getarnte Sprengladungen) versteckt gewesen.

„Man hat in den Regierungswerkstätten zu Richmond Höllenmaschinen gefunden, welchen das Ansehen großer Steinkohlenklumpen gegeben worden war, wie sie zum Heizen der Dampfboote verwendet werden. Diese nachgemachten Kohlen wurden durch geheime Agenten unter die haushohen Kohlenhaufen geworfen, von welchen die Mississippi-Dampfer ihre Vorräthe einnahmen! Man hat Grund, zu glauben, daß die grauenhafte Katastrophe, deren in dem Berichte vom 2. Mai gedacht wurde (Untergang der Sultana mit 1600—1700 Menschen), durch eine solche Höllenvorrichtung herbeigeführt ward.“

“A Mr. Ripley, of Rutland, Vermont, has in his possession an ingeniously contrived torpedo, made to exactly resemble a large lump of coal. This was the artful contrivance employed with much success by the rebels on the Mississippi, and it is suspected that the awful disaster to the "Sultana" was accomplished by one of these diabolical things. The one in possession of Mr. Ripley was sent to him from Richmond by his son, General Ripley, and was found in the private cabinet of Jefferson Davis after his flight from the city.”

„Im Besitz eines Mr. Ripley aus Rutland, Vermont, befindet sich ein genial ersonnener Torpedo, der ganz einem großen Klumpen Kohle ähnelt. Dies war die kunstvolle Erfindung, die von den Rebellen am Mississippi mit großem Erfolg eingesetzt wurde, und es wird vermutet, dass die schreckliche Katastrophe der "Sultana" durch eines dieser teuflischen Dinger ausgeführt wurde. Dasjenige im Besitz von Mr. Ripley war ihm aus Richmond von seinem Sohn, General Ripley, gesandt worden. Es wurde im Privatkabinett von Jeff. Davis nach seiner Flucht aus der Stadt gefunden.“